# 高田町 (福島県)
高田町（たかだまち）は福島県大沼郡にあった町。現在の会津美里町の中心部、只見線会津高田駅周辺にあたる。本項では町制前の名称である高田村（たかだむら）についても述べる。

## 地理
- 河川：宮川

## 歴史
- 1889年（明治22年）4月1日 - 町村制の施行により高田村が単独で自治体を形成する。
- 1896年（明治29年）7月21日 - 高田村が町制施行して高田町となる。
- 1927年（昭和2年）4月1日 - 田川村を編入。
- 1955年（昭和30年）3月31日 - 赤沢村、永井野村、尾岐村、東尾岐村、旭村、藤川村と合併し会津高田町が発足。同日高田町廃止。

## 交通

### 鉄道路線
- 日本国有鉄道
  - 会津線（現・只見線）
    - 会津高田駅

## 出身・ゆかりのある人物
- 小林美登利 - ブラジルで活動した教育者